# 안소희
안소희(1992년 6월 27일 ~ )는 대한민국의 전 가수, 배우이다. 과거 걸그룹 원더걸스의 멤버였다.

## 배우 활동
JYP 엔터테인먼트 공개 오디션을 통해 선예, 현아에 이어 3번째로 원더걸스에 합류하였다. 원더걸스 정규 1집 타이틀 곡 Tell Me 뮤직비디오의 원더우먼 역할과 노래의 ‘어머나’ 구절을 맡아 큰 인기를 얻어 국민 여동생으로 불리게 되었다. 영화 뜨거운 것이 좋아에서 ‘강애’ 역을 맡기도 하는 등 영화배우도 겸업할 뜻을 밝힌 적 있다. 2015년 tvN 드라마 《하트 투 하트》에서 배우 천정명(고이석 역)의 하나뿐인 여동생 고세로역으로 인상 깊은 연기를 남겼다. 2013년 12월 21일자로 JYP 엔터테인먼트와의 계약이 만료되었으나 가수가 아닌 연기자로서의 새로운 진로를 모색하기 위해 재계약을 거절하였다. 2014년 2월 10일 BH 엔터테인먼트에 이적했다.

## 작품 목록

### 드라마
- 2009년 MBC 저녁 일일시트콤 《그 분이 오신다》 ... 말희 역 (특별출연)
- 2013년 KBS2 드라마스페셜 《Happy! 로즈 데이》 ... 아름 역
- 2015년 tvN 금토 미니시리즈 《하트 투 하트》 ... 고세로 역
- 2016년 tvN 금토 미니시리즈 《안투라지》 ... 안소희 역
- 2019년 JTBC 월화 미니시리즈 《으라차차 와이키키 2》 ... 김정은 역
- 2020년 OCN 주말 오리지널 드라마 《미씽: 그들이 있었다》 ... 이종아 역
- 2021년 tvN 드라마 스테이지 《관종》 ,,, 유하나 역
- 2022년 JTBC 수목 미니시리즈 《서른, 아홉》 ... 김소원 역
- 2022년 tvN 드라마 《미씽: 그들이 있었다 2》 ... 이종아 역
- 수서행 2024년 좀비 영화 예정이다.

### 영화
| 연도 | 제목                   | 역할                     | 비고        |
| ---- | ---------------------- | ------------------------ | ----------- |
| 2004 | 배음구조에 의한 공감각 | 청각 장애 소녀           |             |
| 2008 | 뜨거운 것이 좋아       | 김강애                   |             |
| 2010 | 라스트 갓파더          | 본인 (원더걸스)          | 단역        |
| 2016 | 부산행                 | 김진희                   | 첫 천만영화 |
| 2017 | 싱글라이더             | 지나 / 유진아            |             |
| 2017 | 리얼                   | 차이나타운 재봉실 노동자 | 우정출연    |
| 2019 | 메모리즈               | 이주은                   | 주연        |
| 2019 | 하코다테에서 안녕      | 유진                     |             |
| 2021 | 달이 지는 밤           | 영선                     | 주연        |
| 2024 | 대치동 스캔들          | 윤임                     |             |

### 텔레비전
| 연도      | 제목          | 역할 | 비고              |
| --------- | ------------- | ---- | ----------------- |
| 2007~2008 | 쇼! 음악 중심 | MC   |                   |
| 2014      | HELLO NY      | 본인 | 리얼리티 프로그램 |

### 웹예능
| 연도 | 제목   | 역할   | 비고 |
| ---- | ------ | ------ | ---- |
| 2025 | 집대성 | 게스트 |      |

### 뮤직 비디오
| 연도 | 가수   | 제목        | 비고 |
| ---- | ------ | ----------- | ---- |
| 2009 | 에이트 | 심장이 없어 |      |
| 2010 | 산이   | LoveSick    |      |

## 홍보대사
- 2008년 제2회 서울국제가족영상축제 홍보대사
- 2018년 제3회 울주세계산악영화제 홍보대사

## 수상 및 후보
| 연도 | 시상식                                 | 부문           | 작품             | 결과 |
| ---- | -------------------------------------- | -------------- | ---------------- | ---- |
| 2008 | 제2회 Mnet 20's Choice                 | Hot 스쿨 걸    |                  | 수상 |
| 2008 | 제17회 부일영화상                      | 신인여자연기상 | 뜨거운 것이 좋아 | 후보 |
| 2017 | 제13회 제천국제음악영화제 JIMFF 어워즈 | JIMFF STAR 상  | 싱글라이더       | 수상 |